# Episodi di Papà ha ragione (sesta stagione)
La sesta stagione della serie televisiva Papà ha ragione è andata in onda negli Stati Uniti dal 5 ottobre 1959 al 16 maggio 1960 sulla CBS.
| nº | Titolo originale              | Prima TV USA     |
| -- | ----------------------------- | ---------------- |
| 1  | A Day in the Country          | 5 ottobre 1959   |
| 2  | Bud Branches Out              | 12 ottobre 1959  |
| 3  | The Gardener's Big Day        | 19 ottobre 1959  |
| 4  | The Impostor                  | 26 ottobre 1959  |
| 5  | Bud Plays It Safe             | 2 novembre 1959  |
| 6  | Bicycle Trip for Two          | 9 novembre 1959  |
| 7  | First Disillusionment         | 16 novembre 1959 |
| 8  | Margaret's Old Flame          | 23 novembre 1959 |
| 9  | Kathy Becomes a Girl          | 30 novembre 1959 |
| 10 | Bud, the Willing Worker       | 7 dicembre 1959  |
| 11 | Turn the Other Cheek          | 14 dicembre 1959 |
| 12 | Good Joke on Mom              | 28 dicembre 1959 |
| 13 | Betty's Double                | 4 gennaio 1960   |
| 14 | Father, the Naturalist Repeat | ?                |
| 15 | Bud Hides Behind a Skirt      | 18 gennaio 1960  |
| 16 | Togetherness                  | 25 gennaio 1960  |
| 17 | Second Best                   | 1º febbraio 1960 |
| 18 | Kathy's Big Deception         | 8 febbraio 1960  |
| 19 | Cupid Knows Best              | 15 febbraio 1960 |
| 20 | The Big Test Flashbabck       | ?                |
| 21 | Jim's Big Surprise            | 29 febbraio 1960 |
| 22 | Time to Retire                | 7 marzo 1960     |
| 23 | Bud, the Speculator           | 14 marzo 1960    |
| 24 | The $500 Letter               | 21 marzo 1960    |
| 25 | Adopted Daughter              | 28 marzo 1960    |
| 26 | Family Contest                | 4 aprile 1960    |
| 27 | Love and Learn                | 11 aprile 1960   |
| 28 | Blind Date                    | 18 aprile 1960   |
| 29 | Betty's Career Problem        | 25 aprile 1960   |
| 30 | Bud Lives It Up               | 9 maggio 1960    |
| 31 | Not His Type                  | 16 maggio 1960   |

## A Day in the Country
- Prima televisiva: 5 ottobre 1959

### Trama
- Interpreti: Robert Young (Jim Anderson), Jane Wyatt (Margaret Anderson), Elinor Donahue (Betty), Billy Gray (Bud), Lauren Chapin (Kathy), Olin Howland (Ed), Claire Du Brey (Mrs. Laveer)

## Bud Branches Out
- Prima televisiva: 12 ottobre 1959

### Trama
- Interpreti: Robert Young (Jim Anderson), Jane Wyatt (Margaret Anderson), Elinor Donahue (Betty), Billy Gray (Bud), Lauren Chapin (Kathy), Jimmy Bates (Claude), Roberta Shore (Joyce), Roxane Berard (Miss Luvois)

## The Gardener's Big Day
- Prima televisiva: 19 ottobre 1959

### Trama
- Interpreti: Robert Young (Jim Anderson), Jane Wyatt (Margaret Anderson), Elinor Donahue (Betty), Billy Gray (Bud), Lauren Chapin (Kathy), Ned Wever (sindaco), Owen Cunningham (governatore), Betty Hanna (Secretary), Natividad Vacío (Fronk), David White (Mr. Garrett)

## The Impostor
- Prima televisiva: 26 ottobre 1959

### Trama
- Interpreti: Robert Young (James 'Jim' Anderson), Jane Wyatt (Margaret Anderson), Elinor Donahue (Betty 'Princess' Anderson), Billy Gray (Bud Anderson), Lauren Chapin (Kathy 'Kitten' Anderson), John Daly (Mr. Ebert), Robert Reed (Tom Cameron)

## Bud Plays It Safe
- Prima televisiva: 2 novembre 1959

### Trama
- Interpreti: Robert Young (Jim Anderson), Jane Wyatt (Margaret Anderson), Elinor Donahue (Betty), Billy Gray (Bud), Lauren Chapin (Kathy), Anne Benton (Sally Harper), Don Britton (Steve), Della Sharman (Eileen), Lloyd Nolan (Coach Harper)

## Bicycle Trip for Two
- Prima televisiva: 9 novembre 1959

### Trama
- Interpreti: Robert Young (Jim Anderson), Jane Wyatt (Margaret Anderson), Elinor Donahue (Betty), Billy Gray (Bud), Lauren Chapin (Kathy), Roberta Shore (Joyce), Bob Jellison (Termite Man)

## First Disillusionment
- Prima televisiva: 16 novembre 1959

### Trama
- Interpreti: Robert Young (Jim Anderson), Jane Wyatt (Margaret Anderson), Elinor Donahue (Betty), Billy Gray (Bud), Lauren Chapin (Kathy), Hal Taggart (Mr. Stagg, filmati d'archivio), Peter Miles (Eddie Wardlow, filmati d'archivio), Peter Heisser (Joe Phillips, filmati d'archivio)

## Margaret's Old Flame
- Prima televisiva: 23 novembre 1959

### Trama
- Interpreti: Robert Young (Jim Anderson), Jane Wyatt (Margaret Anderson), Elinor Donahue (Betty), Billy Gray (Bud), Lauren Chapin (Kathy), Lester Vail (Mr. Thorne), Robert Shield (annunciatore radio)

## Kathy Becomes a Girl
- Prima televisiva: 30 novembre 1959

### Trama
- Interpreti: Robert Young (Jim Anderson), Jane Wyatt (Margaret Anderson), Elinor Donahue (Betty), Billy Gray (Bud), Lauren Chapin (Kathy), Rickey Murray (Errol), Reba Waters (Patty), Gay Goodwin (Barbara), Michael Montgomery (Richard)

## Bud, the Willing Worker
- Prima televisiva: 7 dicembre 1959

### Trama
- Interpreti: Robert Young (Jim Anderson), Jane Wyatt (Margaret Anderson), Elinor Donahue (Betty), Billy Gray (Bud), Lauren Chapin (Kathy), James Franciscus (Bill Shappard)

## Turn the Other Cheek
- Prima televisiva: 14 dicembre 1959

### Trama
- Interpreti: Robert Young (Jim Anderson), Jane Wyatt (Margaret Anderson), Elinor Donahue (Betty), Billy Gray (Bud), Lauren Chapin (Kathy), John Armstrong (Bart Holden)

## Good Joke on Mom
- Prima televisiva: 28 dicembre 1959

### Trama
- Interpreti: Robert Young (Jim Anderson), Jane Wyatt (Margaret Anderson), Elinor Donahue (Betty), Billy Gray (Bud), Lauren Chapin (Kathy), Vivi Janiss (Myrtle Davis), Howard Petrie (Carlson), Karen Green (Ginnie Sloan), Ronald Anton (Boy)

## Betty's Double
- Prima televisiva: 4 gennaio 1960

### Trama
- Interpreti: Robert Young (Jim Anderson), Jane Wyatt (Margaret Anderson), Elinor Donahue (Betty / Donna Stuart), Billy Gray (Bud), Lauren Chapin (Kathy), Judson Pratt (Bert Layne), Joan Tompkins (Mildred), William Joyce (Bill Joyce), Bill Stout (annunciatore), Richard Keene (Heckler), Geraldine Wall (Heckler's Wife), Leslie Denison (Director), Jerry Lawrence (M.C.), Maida Severn (donna), Bill Idelson (Asst. Director), Mark Tanny (Manager), Rickie Sorensen (Boy), Lelani Sorenson (ragazza)

## Father, the Naturalist Repeat
- Prima televisiva: ?

### Trama
- Interpreti:

## Bud Hides Behind a Skirt
- Prima televisiva: 18 gennaio 1960

### Trama
- Interpreti: Robert Young (Jim Anderson), Jane Wyatt (Margaret Anderson), Elinor Donahue (Betty), Billy Gray (Bud), Lauren Chapin (Kathy), Robert Anderson (poliziotto), Forrest Lewis (impiegato), Larry Gates (giudice)

## Togetherness
- Prima televisiva: 25 gennaio 1960

### Trama
- Interpreti: Robert Young (Jim Anderson), Jane Wyatt (Margaret Anderson), Elinor Donahue (Betty), Billy Gray (Bud), Lauren Chapin (Kathy), Don Keefer (Mr. Buford), Ted Stanhope (Mr. McClure), Lenore Kingston (Emily Vale)

## Second Best
- Prima televisiva: 1º febbraio 1960

### Trama
- Interpreti: Robert Young (Jim Anderson), Jane Wyatt (Margaret Anderson), Elinor Donahue (Betty), Billy Gray (Bud), Lauren Chapin (Kathy), Ralph Faulkner (Instructor), Billy Hummert (Gordon), Helen Brown (Miss Wickham, Gordon's Aunt)

## Kathy's Big Deception
- Prima televisiva: 8 febbraio 1960

### Trama
- Interpreti: Robert Young (Jim Anderson), Jane Wyatt (Margaret Anderson), Elinor Donahue (Betty), Billy Gray (Bud), Lauren Chapin (Kathy), Reba Waters (Patty), Steve Firstman (George Wilson), Nancy King (Shirley Wilson), Joël Colin (Messenger)

## Cupid Knows Best
- Prima televisiva: 15 febbraio 1960

### Trama
- Interpreti: Robert Young (Jim Anderson), Jane Wyatt (Margaret Anderson), Elinor Donahue (Betty), Billy Gray (Bud), Lauren Chapin (Kathy), Estelita Rodriguez (Elena), Natividad Vacío (Fronk), Katina Paxinou (Mama)

## The Big Test Flashbabck
- Prima televisiva: ?

### Trama
- Interpreti:

## Jim's Big Surprise
- Prima televisiva: 29 febbraio 1960

### Trama
- Interpreti: Robert Young (Jim Anderson), Jane Wyatt (Margaret Anderson), Elinor Donahue (Betty), Billy Gray (Bud), Lauren Chapin (Kathy), Marion Ross (Miss Abrams), Towyna Thomas (Maid)

## Time to Retire
- Prima televisiva: 7 marzo 1960

### Trama
- Interpreti: Robert Young (Jim Anderson), Jane Wyatt (Margaret Anderson), Elinor Donahue (Betty), Billy Gray (Bud), Lauren Chapin (Kathy), Sarah Selby (Miss Thomas), Charles Ruggles (Arthur)

## Bud, the Speculator
- Prima televisiva: 14 marzo 1960

### Trama
- Interpreti: Robert Young (Jim Anderson), Jane Wyatt (Margaret Anderson), Elinor Donahue (Betty), Billy Gray (Bud), Lauren Chapin (Kathy), Jeffrey Silver (Eddie), Eddie Foy III (Delivery Boy), John Lawrence (2nd Drayman)

## The $500 Letter
- Prima televisiva: 21 marzo 1960

### Trama
- Interpreti: Robert Young (Jim Anderson), Jane Wyatt (Margaret Anderson), Elinor Donahue (Betty), Billy Gray (Bud), Lauren Chapin (Kathy), Franz Roehn (Mr. Kroegman), Sarah Selby (Miss Thomas)

## Adopted Daughter
- Prima televisiva: 28 marzo 1960

### Trama
- Interpreti: Robert Young (Jim Anderson), Jane Wyatt (Margaret Anderson), Elinor Donahue (Betty, filmati d'archivio), Billy Gray (Bud), Lauren Chapin (Kathy), Tina Thompson (Patty Davis, filmati d'archivio), Linda Lowell (Alicia May, filmati d'archivio)

## Family Contest
- Prima televisiva: 4 aprile 1960

### Trama
- Interpreti: Robert Young (Jim Anderson), Jane Wyatt (Margaret Anderson), Elinor Donahue (Betty), Billy Gray (Bud), Lauren Chapin (Kathy), Hanna Landy (Mrs. Henslee), Warren Hsieh (Toby), Stuart Erwin (Mr. Henslee)

## Love and Learn
- Prima televisiva: 11 aprile 1960

### Trama
- Interpreti: Robert Young (Jim Anderson), Jane Wyatt (Margaret Anderson), Elinor Donahue (Betty), Billy Gray (Bud), Lauren Chapin (Kathy), Diana Millay (Nelda Freemont), Michael A. Monahan (Wilmer)

## Blind Date
- Prima televisiva: 18 aprile 1960

### Trama
- Interpreti: Robert Young (Jim Anderson), Jane Wyatt (Margaret Anderson), Elinor Donahue (Betty), Billy Gray (Bud), Lauren Chapin (Kathy), Hampton Fancher (Rudy Kissler), Gregg Stewart (Ted Naylor), Jay Strong (Doug Meyers), Beverly Long (Judy Clauson), Dick Gering (Bob)

## Betty's Career Problem
- Prima televisiva: 25 aprile 1960

### Trama
- Interpreti: Robert Young (Jim Anderson), Jane Wyatt (Margaret Anderson), Elinor Donahue (Betty), Billy Gray (Bud), Lauren Chapin (Kathy), Jim Hutton (Cliff Bowman), Jack Davis (Kimbrough), Nelson Welch (Dean Ramsey), Alma Murphy (Sweet Old Lady)

## Bud Lives It Up
- Prima televisiva: 9 maggio 1960

### Trama
- Interpreti: Robert Young (Jim Anderson), Jane Wyatt (Margaret Anderson), Elinor Donahue (Betty), Billy Gray (Bud), Lauren Chapin (Kathy), Cynthia Baxter (Nancy Milbrook), Bob Newkirk (Ed Newell), Skip Young (George Allison), Barry McGuire (Frank Benson), Paul Sullivan (Norman Miller)

## Not His Type
- Prima televisiva: 16 maggio 1960

### Trama
- Interpreti: Robert Young (Jim Anderson), Jane Wyatt (Margaret Anderson), Elinor Donahue (Betty), Billy Gray (Bud), Lauren Chapin (Kathy), Diana Millay (Diane), Carleton Carpenter (George Frazier)